# Lahusa Fau
Lahusa Fau is een bestuurslaag in het regentschap Nias Selatan van de provincie Noord-Sumatra, Indonesië. Lahusa Fau telt 1245 inwoners (volkstelling 2010).